# Tỉ (văn học)
Tỉ còn gọi là tỉ dụ là một phương thức tu từ, một biện pháp nghệ thuật được dùng phổ biến trong sáng tác văn học, nhất là trong tục ngữ và thơ ca dân gian.
Tỉ gồm so sánh (ví von) và ẩn dụ. Từ xưa, tỉ được xem là một trong ba "thể" cấu tứ của ca dao bên cạnh các "thể" phú và hứng. Đáng chú ý là tỉ trong thơ ca dân gian được sử dụng một cách mộc mạc.
Đôi ta như chỉ mới xe 

Như trăng mới mọc, như tre mới trồng.